# Château de Chevigney-sur-l'Ognon
Le château de Chevigney-sur-l'Ognon est un château du XIXe siècle protégé des monuments historiques, situé sur la commune de Chevigney-sur-l'Ognon dans le département français du Doubs.

## Localisation
Le château est situé dans le village de Chevigney-sur-l'Ognon, entre la route et la rivière l'Ognon.

## Histoire
Le bâtiment, qui initialement était une ferme datée de 1764, fut racheté par un industriel bisontin et transformée en résidence de campagne. Le parc fut également redessiné en jardin à l'anglaise par l'architecte paysagiste Denis Buhler en 1856 et réalisé par l'architecte paysagiste franc-comtois Brice Michel en 1858.
Le château, ses clôtures, cours, le potager et le parc font l'objet d'une inscription au titre des monuments historiques depuis le 20 avril 1994.

### références
1. 1 2  « Château », notice no PA00132845, sur la plateforme ouverte du patrimoine, base Mérimée, ministère français de la Culture